# 布羅克斯本 (英國國會選區)
布羅克斯本（英語：Broxbourne），英國國會一自治市選區，包括英格蘭赫特福德郡布羅克斯本自治市全部和韋林哈特菲爾德自治市一部。創設於1983年。
該區自創設以來一直支持保守黨。2010年大選中的查爾斯·沃克以58.8%選票勝出該區成功連任。